# Natalino Pescarolo
Natalino Pescarolo (Palestro, 26 marzo 1929 – Cuneo, 4 gennaio 2015) è stato un vescovo cattolico italiano.

## Biografia
Nacque a Palestro, in provincia di Pavia ed arcidiocesi di Vercelli, il 26 marzo 1929.

### Formazione e ministero sacerdotale
Frequentò il ginnasio al seminario minore di Moncrivello, il liceo e gli studi teologici presso il seminario arcivescovile di Vercelli.
Il 29 giugno 1952 fu ordinato presbitero, nella cattedrale di Vercelli, dall'arcivescovo Francesco Imberti.
Dopo l'ordinazione fu vicario parrocchiale di Confienza. A partire dal 1953 fu insegnante di lettere nel seminario di Moncrivello, mentre nel settembre 1965 fu nominato parroco di Langosco. Dal 1973 e fino alla nomina episcopale ricoprì l'incarico di parroco di Robbio.

### Ministero episcopale
Il 7 aprile 1990 papa Giovanni Paolo II lo nominò vescovo ausiliare di Cuneo e amministratore apostolico ad nutum Sanctae Sedis della diocesi di Fossano, vacante dopo la nomina di Severino Poletto a vescovo di Asti. Il 5 maggio seguente ricevette l'ordinazione episcopale, nella cattedrale di Vercelli, dall'arcivescovo Albino Mensa, co-consacranti i vescovi Carlo Aliprandi, Severino Poletto e Luigi Bettazzi. Il 10 giugno fece il suo ingresso a Fossano.
Il 4 maggio 1992 divenne vescovo di Fossano e il 1º febbraio 1999 fu nominato anche vescovo di Cuneo, avendo papa Giovanni Paolo II unito in persona episcopi le due sedi; succedette al dimissionario Carlo Aliprandi. Il 21 marzo successivo prese possesso della diocesi cuneese.
Il 24 agosto 2005 papa Benedetto XVI accolse la sua rinuncia, presentata per raggiunti limiti di età; gli succedette Giuseppe Cavallotto, del clero di Asti. Rimase amministratore apostolico delle diocesi di Fossano e di Cuneo fino all'ingresso del successore, avvenuto rispettivamente il 15 ottobre e il 22 ottobre. Si ritirò presso la Casa del Clero di Fontanelle di Boves.
Morì il 4 gennaio 2015 all'età di 85 anni all'ospedale Santa Croce di Cuneo. Dopo le esequie, celebrate il 7 gennaio alle ore 10 nel duomo di Cuneo dal cardinale Severino Poletto, fu sepolto nella cripta dello stesso edificio.

## Genealogia episcopale
La genealogia episcopale è:
- Cardinale Scipione Rebiba
- Cardinale Giulio Antonio Santori
- Cardinale Girolamo Bernerio, O.P.
- Arcivescovo Galeazzo Sanvitale
- Cardinale Ludovico Ludovisi
- Cardinale Luigi Caetani
- Cardinale Ulderico Carpegna
- Cardinale Paluzzo Paluzzi Altieri degli Albertoni
- Papa Benedetto XIII
- Papa Benedetto XIV
- Cardinale Enrico Enriquez
- Arcivescovo Manuel Quintano Bonifaz
- Cardinale Buenaventura Córdoba Espinosa de la Cerda
- Cardinale Giuseppe Maria Doria Pamphilj
- Papa Pio VIII
- Papa Pio IX
- Cardinale Gustav Adolf von Hohenlohe-Schillingsfürst
- Arcivescovo Salvatore Magnasco
- Cardinale Gaetano Alimonda
- Cardinale Agostino Richelmy
- Vescovo Giuseppe Castelli
- Vescovo Gaudenzio Binaschi
- Arcivescovo Albino Mensa
- Vescovo Natalino Pescarolo